# Филодендрон большой
Филоде́ндрон большо́й (лат. Philodendron maximum) — вид растений из рода Филодендрон семейства Ароидные, один из крупнейших видов рода.
Встречается в дождевых тропических лесах Колумбии, Эквадора, Перу и Бразилии на высоте от 100 до 800 м над уровнем моря.
Первое научное описание и публикация относится к 1910-м гг. В ноябре 1911 года было описано растение из Рио-Паргуасу (Бразилия).
По данным известного исследователя ароидных, д-ра Тома Кроата из Ботанического сада Миссури, этот вид филодендрона хорошо растет в лесу с преобладанием пальмы Attalea phalerata. Считается, что в расщелинах черешков старых листьев находится гумус, являющийся дополнительным источником питания для различных эпифитов и других растений, в том числе филодендрона. Также известно, что пальма предпочитает открытые пространства с обильным освещением.
Это растение известно также как полуэпифит. Семена, как правило, разносятся птицами и прорастают в расщелинах деревьев. Растение какое-то время растет как эпифит, затем корни достигают земли, и растение начинает расти самостоятельно.
В среднем длина стебля составляет 3-3,5 м. Взрослые листья треугольно-стреловидной формы, 1-1,5 м в длину. Максимальный размер составляет 3,3 м в ширину.
Листья имеют полуглянцевую окраску, от умеренного до темно-зеленого цвета. Края листа волнистые.
Соцветие вертикальное, состоит из початка и покрывала. Растение может формировать до 6 соцветий за одно цветение. Стебель соцветия может достигать до 37 см в длину и до 2 см в диаметре. Соцветие — 17 — 25 см в длину, цвет меняется от ярко-красного до светлого.